# 福田翔子
福田 翔子（ふくだ しょうこ、1998年8月20日 - ）は、日本の女子陸上競技選手。専門は短距離走（400m）・中距離走（800m）。

## 人物
主に400mと800mが専門。
松江市立第一中学校から島根県立松江北高等学校に進学した。
中学時代は、3年時に第40回全日本中学校陸上競技選手権大会の800mで8位入賞した。
2015年6月、日本選手権の800mで5位入賞した。7月、第9回世界ユース陸上競技選手権大会の日本代表に選出され、800mに出場した。
2016年6月、日本選手権の800mで優勝した。高校生の優勝は1999年の西村美樹以来17年ぶり。また、予選で高校日本歴代4位となる2分5秒02を記録し、大会前の自己ベスト（2分7秒21）を2秒以上更新した。8月、全国高校総体の800mで高校日本歴代2位、ジュニア日本歴代4位となる2分4秒29で初優勝した。
2017年4月、島根大学に進学した。

## 主な成績
| 年   | 大会             | 場所             | 種目 | 結果 | 記録      | 風速 | 備考                          |
| ---- | ---------------- | ---------------- | ---- | ---- | --------- | ---- | ----------------------------- |
| 2015 | 日本選手権       | 新潟市           | 800m | 5位  | 2分9秒90  | -    |                               |
| 2015 | 世界ユース選手権 | カリ(コロンビア) | 800m | 予選 | 2分10秒79 | -    | 2組5着                        |
| 2016 | 日本選手権       | 名古屋市         | 800m | 1位  | 2分5秒92  | -    |                               |
| 2016 | 全国高校総体     | 岡山市           | 800m | 1位  | 2分4秒29  | -    | 自己ベスト（高校日本歴代2位） |

## 自己ベスト
- 400m：54秒93（2016年6月17日、中国高校陸上）
- 800m：2分4秒29（2016年8月1日、全国高校総体） - 高校日本歴代2位、ジュニア日本歴代4位、山陰記録、島根県記録